# 6月20日
6月20日（ろくがつはつか）は、グレゴリオ暦で年始から171日目（閏年では172日目）にあたり、年末まであと194日ある。

## できごと

フランス革命前夜、憲法制定まで三部会を解散せぬことを誓い合った球戯場の誓い(1789)

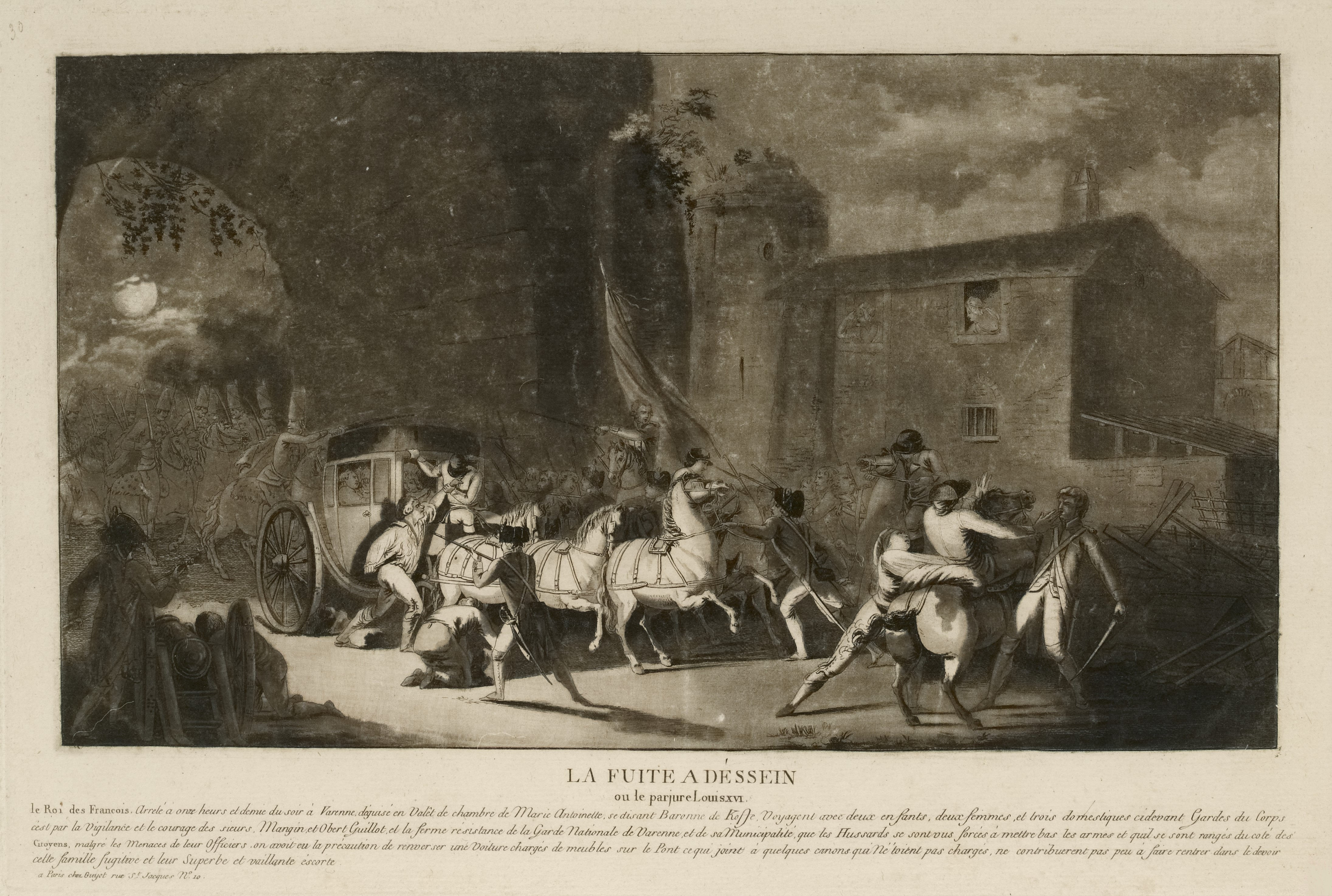
ヴァレンヌ事件(1791)、ルイ16世が国外脱出を試みる。

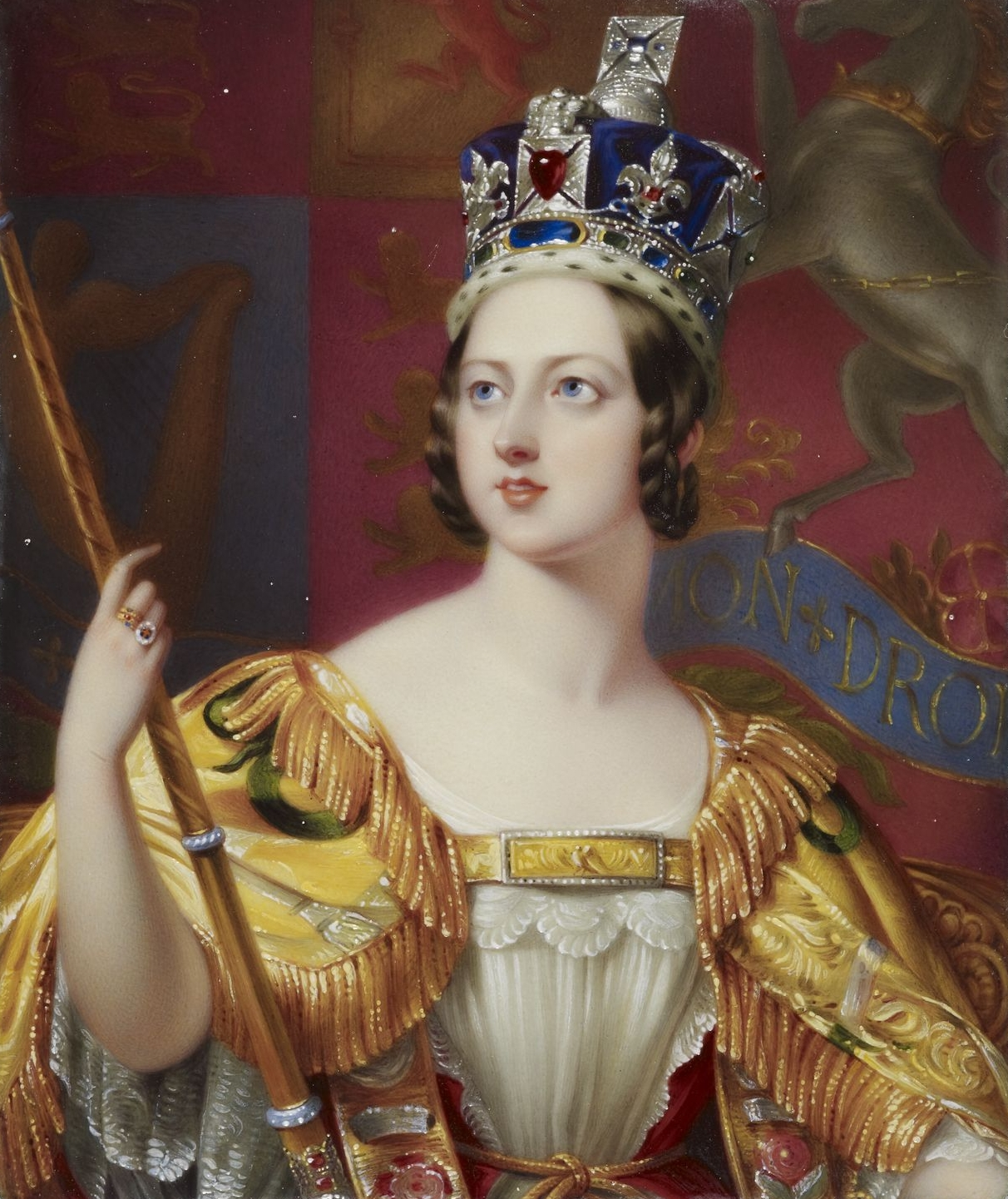
英国女王ヴィクトリア即位(1837)

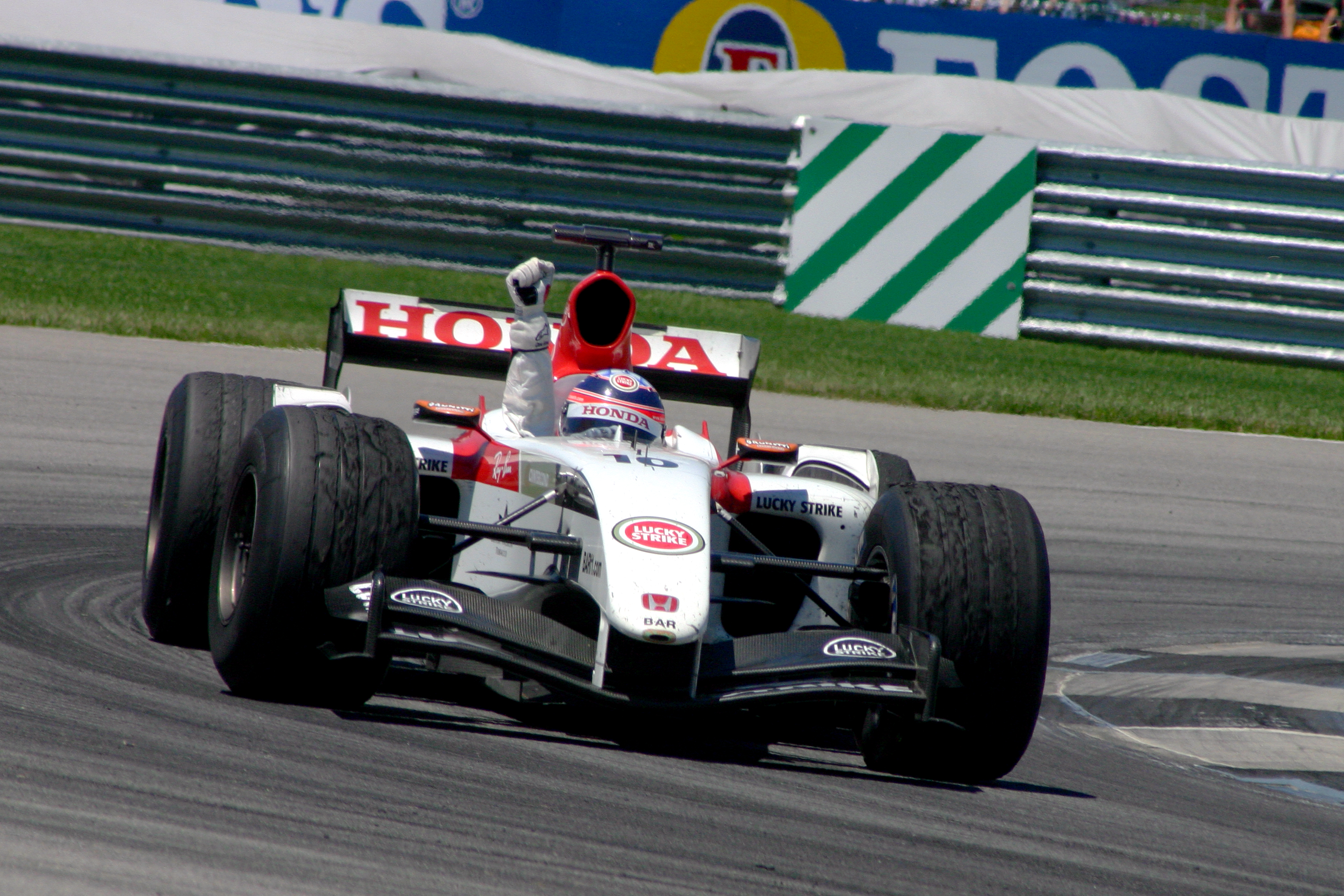
佐藤琢磨が、2004年アメリカGPで、日本人2人目のF1表彰台を獲得(2004)

- 451年 - カタラウヌムの戦い。アッティラ率いるフン族と西欧諸民族連合軍の会戦。
- 686年（天武天皇15年5月24日） - 天武天皇重態。川原寺で薬師経を説かせ、僧を宮中に安居。
- 1180年（治承4年5月26日） - 以仁王の挙兵: 宇治平等院の戦いで源頼政と以仁王が敗死。
- 1333年（元弘3年/正慶2年5月8日） - 新田義貞が上野国で北条氏討伐の旗揚げ。
- 1602年（慶長7年5月1日） - 徳川家康が諸大名に二条城造営を命じる。
- 1703年（元禄16年5月7日） - 大坂・竹本座で近松門左衛門作の人形浄瑠璃『曽根崎心中』が初演。
- 1782年 - アメリカ合衆国議会がグレートシール（国璽）を決定。
- 1789年 - 球戯場の誓い（テニスコートの誓い）。フランスで、第三身分議員らが議事堂内のテニスコートで憲法制定までの不解散を誓う。
- 1791年 - フランス革命: ルイ16世一家がオーストリアへの逃亡を企てる。（ヴァレンヌ事件）
- 1810年 - スウェーデン貴族で、マリー・アントワネットの愛人であったフェルセンが民衆により惨殺される。
- 1819年 - アメリカの蒸気船「サヴァンナ」が、世界初の蒸気船による大西洋横断を経てイギリス・リバプールに到着。
- 1837年 - イギリスでヴィクトリアが国王に即位。
- 1863年 - バージニア州から分離したウェストバージニアが州に昇格し、アメリカ合衆国35番目の州となる。
- 1887年 - 二葉亭四迷の長篇小説『浮雲』の第一篇が刊行。初の言文一致体小説。
- 1893年 - 父と継母の殺害容疑で起訴されていたリジー・ボーデンに無罪判決。
- 1894年 - 明治東京地震。
- 1900年 - 義和団の乱:中国の北京にて公使館地区の55日間の包囲戦が始まる。
- 1927年 - 日本・アメリカ合衆国・イギリスの3か国によるジュネーブ海軍軍縮会議が始まる。8月4日まで。
- 1931年 - ハーバート・フーヴァー米大統領が、ドイツの第一次大戦賠償金の支払いを1年間猶予することを宣言。（フーヴァーモラトリアム）
- 1935年 - 富士通の前身である富士通信機製造株式会社が設立される。
- 1939年 - ドイツのHe 176が初飛行。世界初の有人ロケット機となる。
- 1940年 - 東京府下で落雷が相次いだ。大手町では落雷により逓信省航空局新館から出火。大蔵省など10官庁が焼失する大火となった[1]。
- 1948年 - アメリカCBSでバラエティ番組『トースト・オブ・ザ・タウン』（後の『エド・サリヴァン・ショー』）が放送開始。
- 1949年 - 鹿児島県鹿児島市にデラ台風が上陸。死者行方不明者468人。
- 1954年 - 三重県尾鷲市が市制施行。
- 1954年 - 名古屋テレビ塔が開業。
- 1956年 - 遺骨収集及び現地追悼のための政府派遣団がニューギニア島、ボルネオ島方面へ出発。同年8月23日に戦没者追悼式が挙行[2]。
- 1960年 - マリ連邦（現在のマリとセネガル）がフランスから独立。
- 1963年 - 米ソ間にホットラインを開設する協定に調印。
- 1963年 - 観光基本法公布。
- 1968年 - 全米陸上選手権の男子100m競走で、ジム・ハインズ、ロニー・レイ・スミス、チャールズ・エドワード・グリーンが手動計時により9秒9を記録。初めて10秒の壁を破る。
- 1968年 - 東大紛争: 東京大学の法学部以外の9学部の学生が一斉に1日ストライキ。
- 1969年 - ジョルジュ・ポンピドゥがフランス大統領に就任。
- 1973年 - 東京・渋谷のNHKホールが開館。
- 1988年 - 牛肉・オレンジ輸入自由化の日米貿易交渉で1991年からの輸入枠撤廃が決定。
- 1990年 - 小惑星「エウレカ」を発見。火星のトロヤ群で初めて発見された小惑星。
- 1991年 - ドイツ連邦議会が、首都をボンからベルリンに戻すことを決定。
- 1991年 - 東北新幹線の上野駅 - 東京駅間が開業。
- 2001年 - パルヴェーズ・ムシャラフがパキスタン大統領に就任。
- 2003年 - 福岡一家4人殺害事件発生。中国人3人らによる犯行。
- 2003年 - ウィキメディア財団がフロリダ州セントピーターズバーグに設立。
- 2004年 - F1アメリカGPで佐藤琢磨が日本人最高位タイの3位。日本人がF1の表彰台に上るのは2人目。
- 2005年 - シンガポールで第1回「アジア・中東対話」 (AMED) が開催。6月22日まで。
- 2012年 - WBC世界ミニマム級王者井岡一翔と、WBA世界ミニマム級王者八重樫東の間で、日本人同士による初の世界王座統一戦が行われる。

## 誕生日

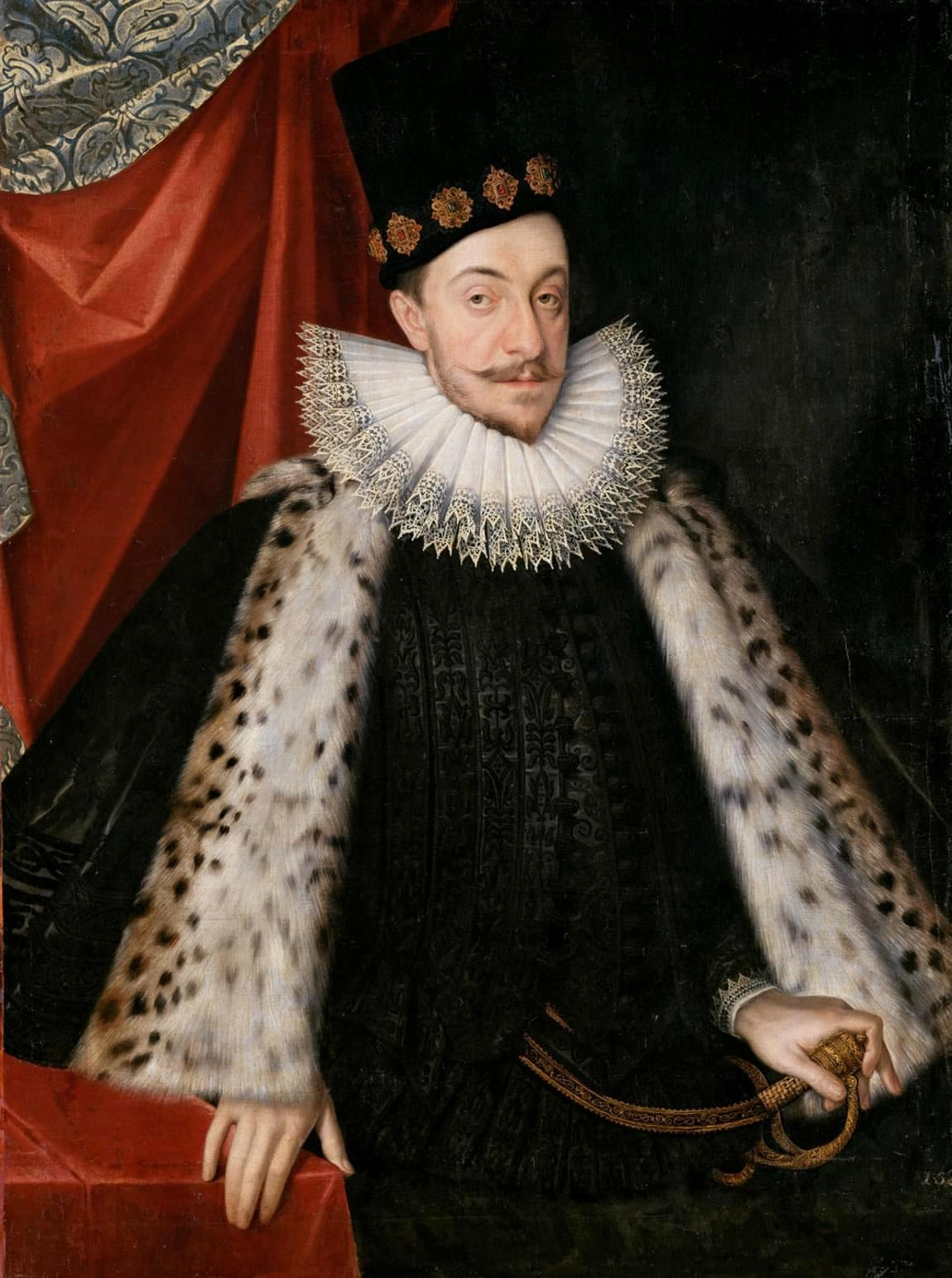
スウェーデン王・ポーランド王、ジグムント3世(1566-1632)誕生。

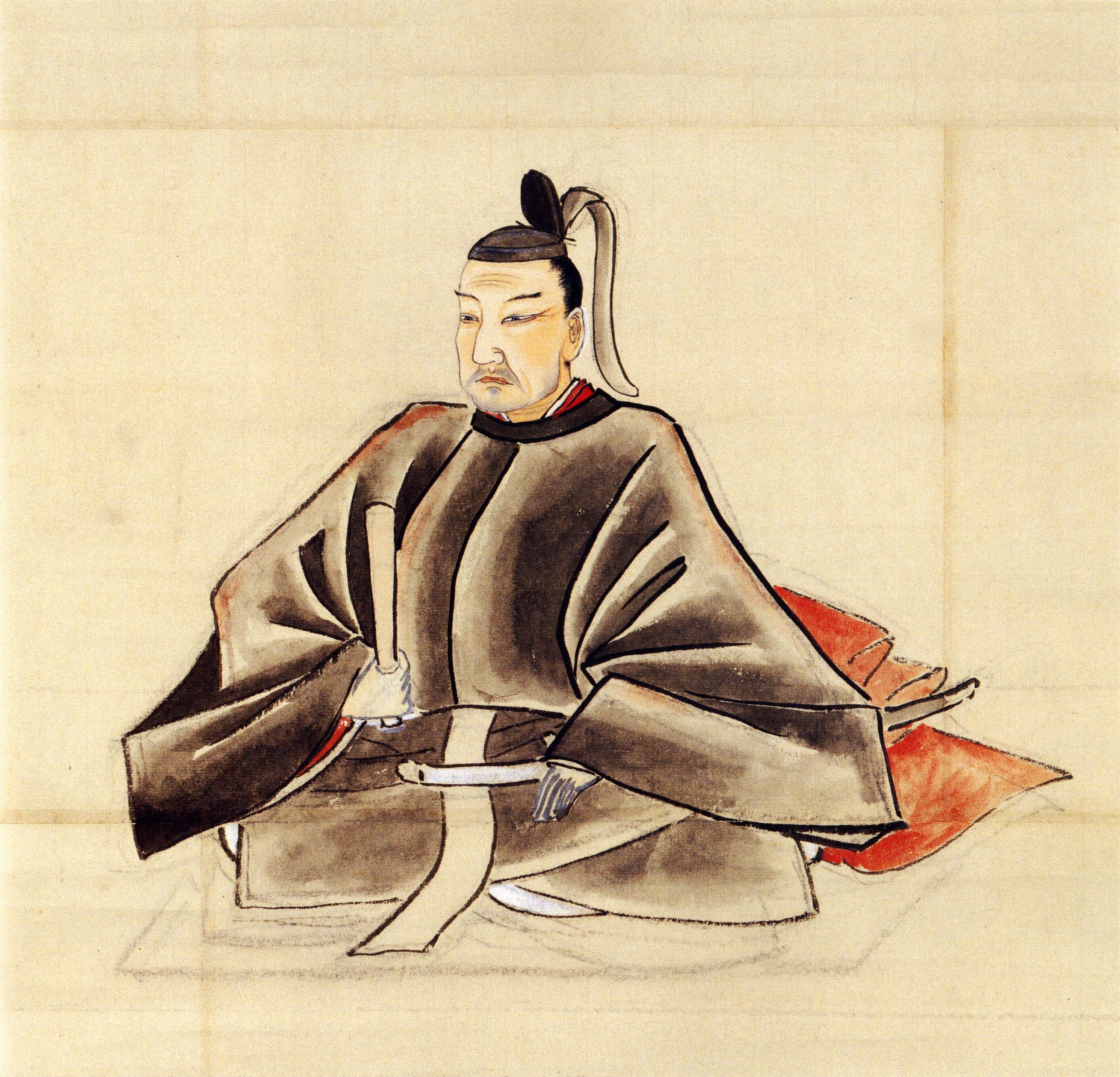
江戸幕府第10代将軍、徳川家治(1737-1786)誕生。田沼意次を重用した。

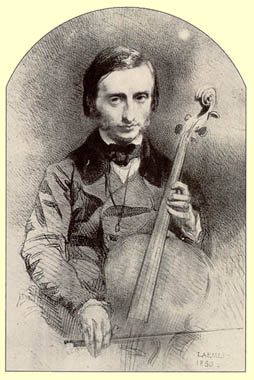
作曲家ジャック・オッフェンバック(1819-1880)誕生。

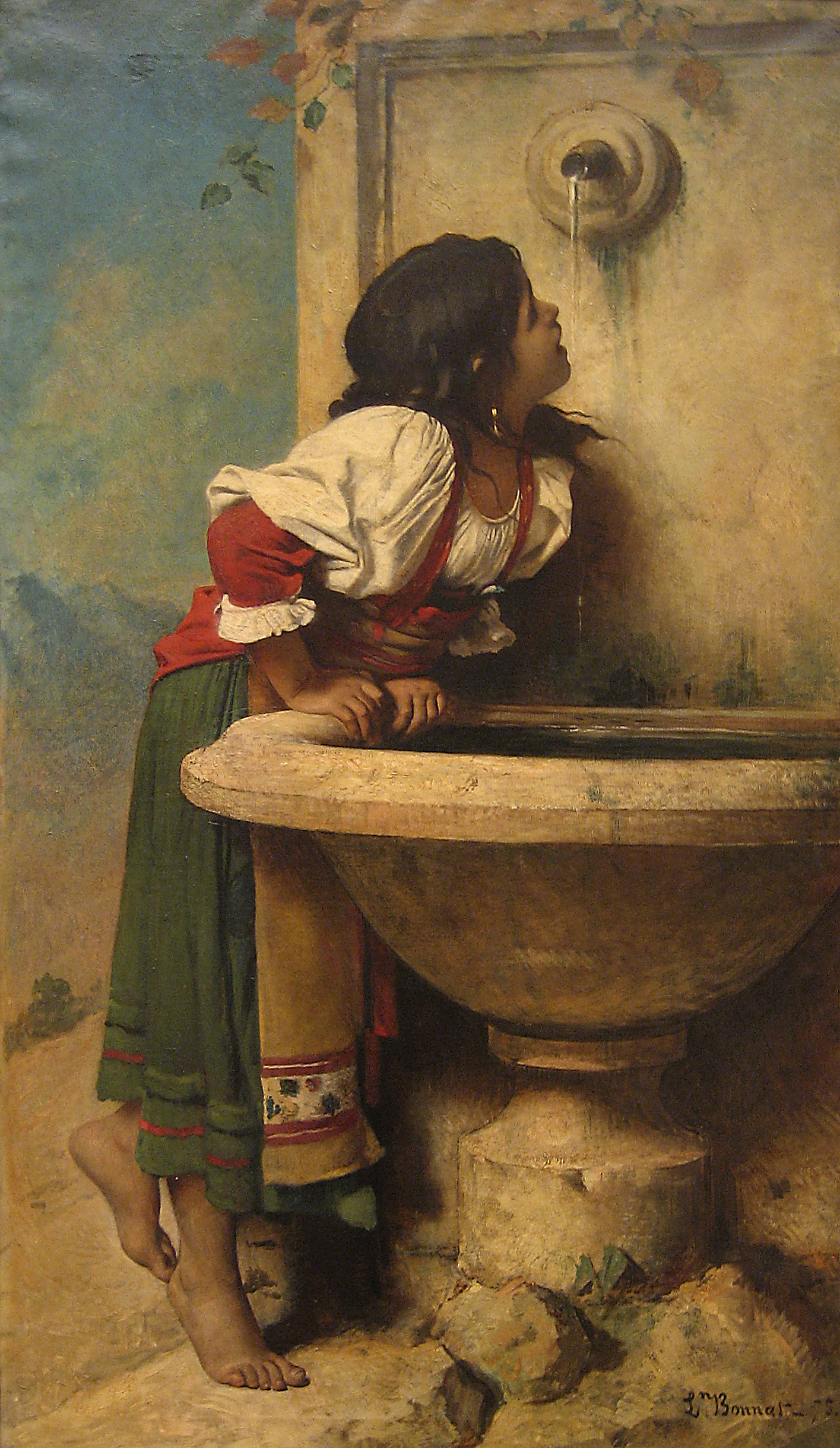
画家レオン・ボナ(1833-1922)誕生。画像は『噴水盤のローマ人少女』(1875)

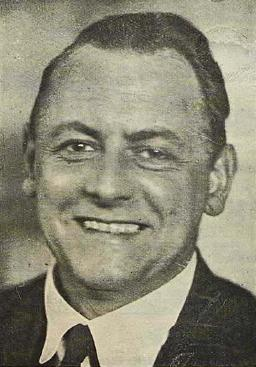
前衛芸術家クルト・シュヴィッタース(1887-1948)誕生。

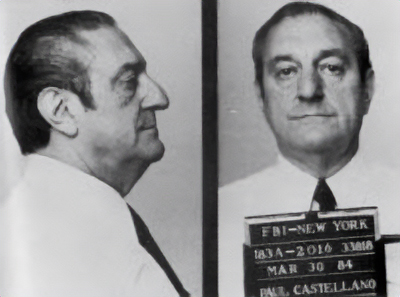
アメリカ合衆国のマフィア、ポール・カステラーノ(1915-1985)誕生。

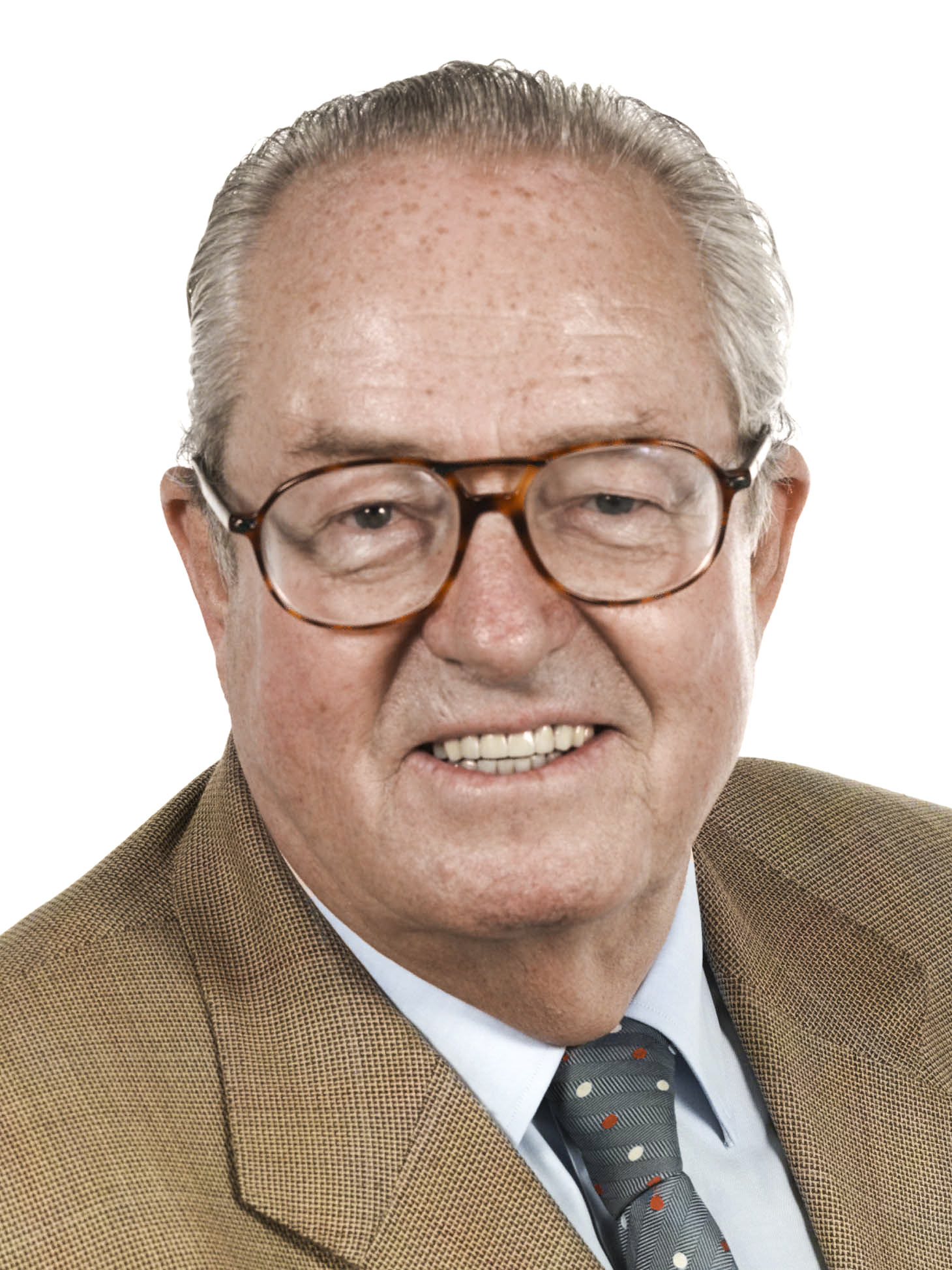
フランスの政治家、ジャン＝マリー・ル・ペン(1928-2025)誕生。

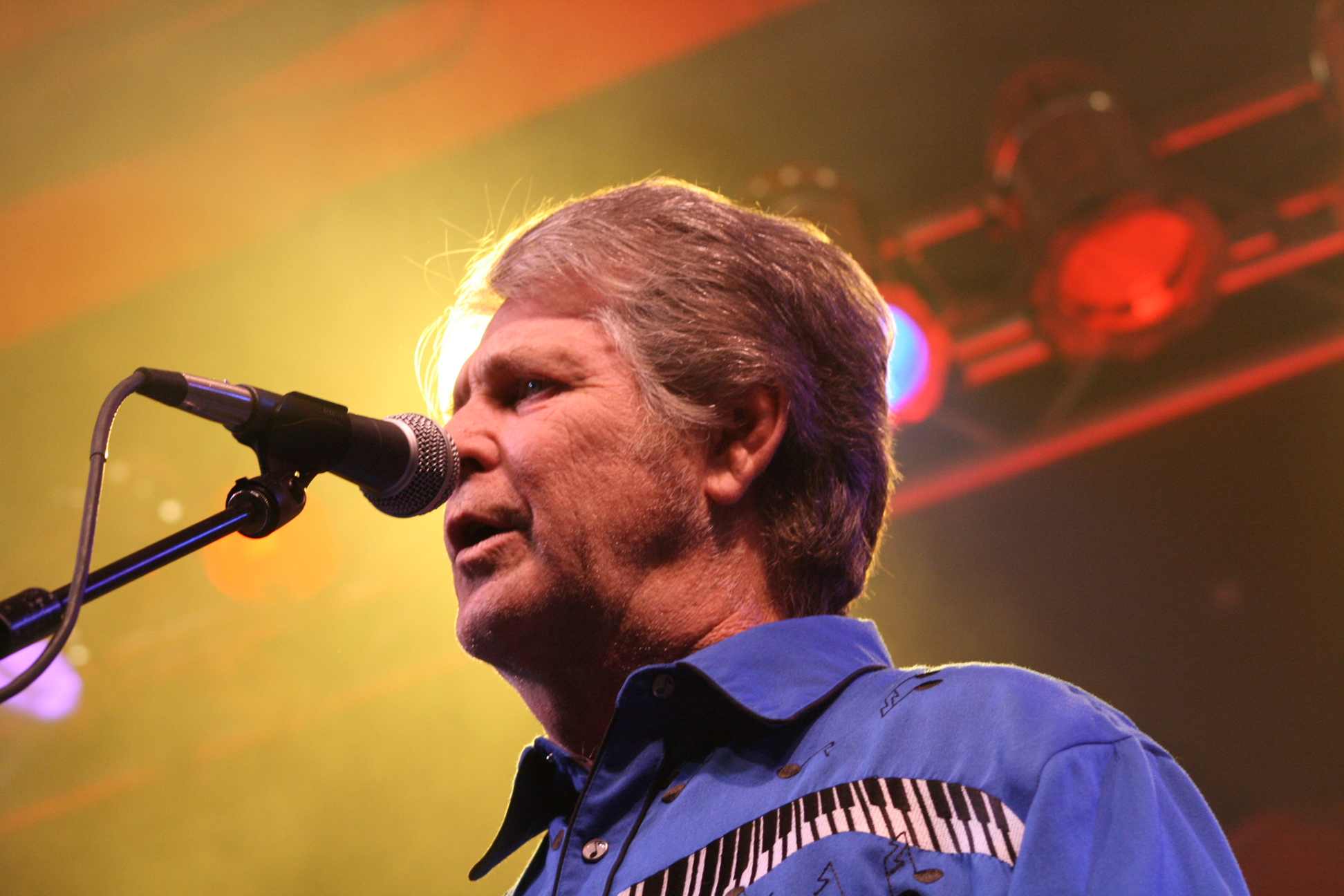
シンガーソングライター、ブライアン・ウィルソン(1942-)誕生。

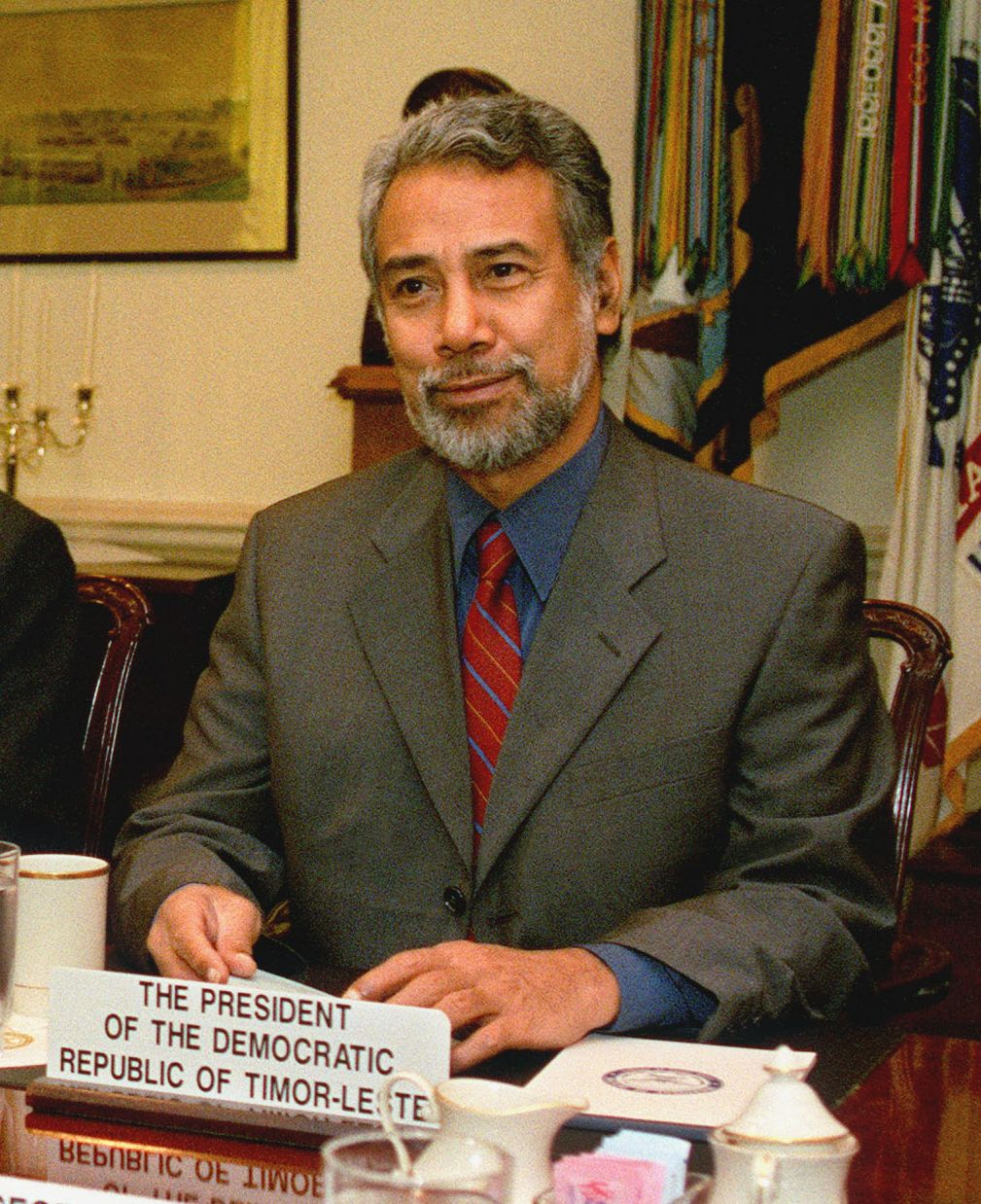
東ティモールの初代大統領、シャナナ・グスマン(1946-)誕生。

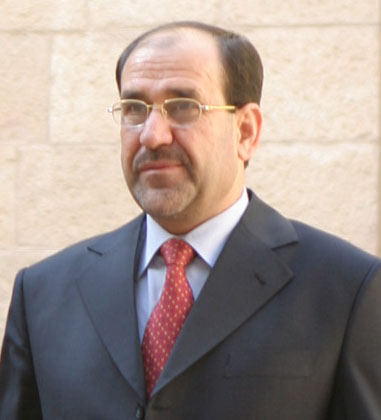
イラク第4共和制初代首相、ヌーリー・マーリキー(1950-)誕生。

- 1469年 - ジャン・ガレアッツォ・スフォルツァ、ミラノ公（+ 1494年）
- 1566年 - ジグムント3世、ポーランド王（+ 1632年）
- 1634年 - カルロ・エマヌエーレ2世、サヴォイア公（+ 1675年）
- 1647年 - ヨハン・ゲオルク3世、ザクセン選帝侯（+ 1691年）
- 1691年（元禄4年5月24日） - 板倉重泰、第2代福島藩主（+ 1718年）
- 1715年（正徳3年5月19日） - 榊原政岑、第3代姫路藩主（+ 1743年）
- 1726年 - ルイーズ・アンリエット・ド・ブルボン＝コンティ、オルレアン公ルイ・フィリップ1世の妃（+ 1759年）
- 1737年（天文2年5月22日） - 徳川家治、江戸幕府第10代将軍（+ 1786年）
- 1764年（宝暦14年5月21日） - 土岐頼寛、第4代沼田藩主（+ 1782年）
- 1774年（安永3年5月12日） - 仙石久道、第5代出石藩主（+ 1834年）
- 1819年 - ジャック・オッフェンバック、作曲家（+ 1880年）
- 1820年（文政13年5月10日） - 上杉斉憲、第12代米沢藩主（+ 1889年）
- 1831年（天保2年5月11日） - 戸田氏彬、第10代大垣藩主（+ 1865年）
- 1833年 - レオン・ボナ、画家（+ 1922年）
- 1849年（嘉永2年5月1日） - 上村彦之丞、日本海軍軍人、大将（+ 1916年）
- 1861年 - フレデリック・ホプキンズ、生化学者（+ 1947年）
- 1875年 - オテニオ・アーベル、古生物学者（+ 1946年）
- 1887年 - クルト・シュヴィッタース、芸術家、画家（+ 1948年）
- 1892年 - 式守伊之助 (16代)、大相撲立行司（+ 1948年）
- 1894年 - 竹鶴政孝、ニッカウヰスキー創業者、実業家（+ 1979年）
- 1895年 - 菅野和太郎、政治家（+ 1976年）
- 1899年 - ジャン・ムーラン、政治家、レジスタンス運動の指導者（+ 1943年）
- 1901年 - 丸木位里、日本画家（+ 1995年）
- 1903年 - レオ・ブルース、推理作家（+ 1979年）
- 1904年 - フランシス・ペティジョン、地質学者（+ 1999年）
- 1905年 - リリアン・ヘルマン、劇作家、脚本家（+ 1984年）
- 1908年 - 黒柳守綱、ヴァイオリニスト（+ 1983年）
- 1909年 - エロール・フリン、俳優（+ 1959年）
- 1913年 - リリアン・J・ブラウン、推理作家（+ 2011年）
- 1913年 - 芝利英、芸人、俳優、歌手（+ 1945年）
- 1914年 - 島本虎三、政治家（+ 1989年）
- 1914年 - 谷口陸男、アメリカ文学者、翻訳家（+ 1988年）
- 1915年 - テレンス・ヤング、映画監督（+ 1994年）
- 1917年 - 奈良友夫、元プロ野球選手
- 1918年 - 松尾幸造、元プロ野球選手
- 1918年 - 高橋晄正、医師（+ 2004年）
- 1920年 - ハンス・ゲルシュヴィラー、フィギュアスケート選手（+ 2017年）
- 1921年 - 三ヶ月章、法務大臣、法学者（+ 2010年）
- 1922年 - 鈴木清三、オーボエ奏者（+ 2008年）
- 1923年 - 広島清美、元プロ野球選手
- 1924年 - ライナー・バルツェル、政治家（+ 2006年）
- 1924年 - チェット・アトキンス、ギタリスト（+ 2001年）
- 1924年 - 三浦甲子二、ジャーナリスト、実業家（+ 1985年）
- 1928年 - エリック・ドルフィー、ジャズミュージシャン（+ 1964年）
- 1928年 - マーティン・ランドー、俳優（+ 2017年）
- 1928年 - ジャン＝マリー・ル・ペン、政治家（+ 2025年）
- 1929年 - ショパン猪狩、コメディアン（東京コミックショウ）（+ 2005年）
- 1930年 - 近藤元次、政治家（+ 1994年）
- 1930年 - 橋本嘉幸、薬学者（+ 2008年）
- 1931年 - オリンピア・デュカキス、女優（+ 2021年）
- 1931年 - 岡田功、元プロ野球選手、プロ野球審判員
- 1931年 - ジェームズ・トールカン、俳優
- 1931年 - 島宇志夫、声優（+ 没年不詳）
- 1932年 - 田中一朗、元プロ野球選手（+ 2020年）
- 1932年 - 勝目梓、小説家（+ 2020年）
- 1932年 - 田村三夫、レーシングドライバー、元オートレーサー（+ 2016年）
- 1934年 - 川田順造、文化人類学者（+ 2024年）
- 1934年 - リウス、イラストレーター、漫画家（+ 2017年）
- 1935年 - 田中収、映画プロデューサー
- 1935年 - 日置達郎、実業家、札幌かに本家代表取締役会長
- 1935年 - ホアン・コ・ミン、南ベトナムの軍人、革命家（+ 1987年）
- 1938年 - ミッキー・モスト、音楽プロデューサー（+ 2003年）
- 1938年 - 斎藤達雄、元プロ野球選手
- 1939年 - 鈴木忠志、劇作家、演出家
- 1939年 - 井出正一、政治家、第77代厚生大臣（+ 2018年）
- 1940年 - 三枝みち子、声優
- 1940年 - 斎藤惇夫、児童文学作家
- 1940年 - 上田馬之助、プロレスラー（+ 2011年）
- 1941年 - 石坂浩二、俳優
- 1942年 - ダン・スペルベル、人類学者、言語学者、認知科学者
- 1942年 - ブライアン・ウィルソン、ミュージシャン（+ 2025年）
- 1942年 - 橋本健午、ノンフィクション作家（+ 2021年）
- 1942年 - 大麒麟將能、元大相撲力士、年寄17代押尾川（+ 2010年）
- 1943年 - 上村雅之、ハードウェア開発者（+ 2021年）
- 1945年 - アン・マレー、歌手
- 1945年 - 橘家二三蔵、落語家（+ 2023年）
- 1946年 - 媚山政良、工学者、室蘭工業大学名誉教授
- 1946年 - 藤岡和美、政治家、元三重県久居市（現津市）長
- 1946年 - シャナナ・グスマン、政治家、初代東ティモール大統領
- 1949年 - ライオネル・リッチー、ミュージシャン
- 1949年 - 荒勢永英、元大相撲力士、タレント（+ 2008年）
- 1950年 - 成田一夫、実業家、中小企業診断士、元マツモトキヨシ社長
- 1950年 - ヌーリー・マーリキー、政治家、イラク首相
- 1951年 - 歌川二三子、演歌歌手
- 1952年 - 村國守平、俳優、声優
- 1952年 - 中村誠、空手家
- 1952年 - ベニー・ユキーデ、全米プロ空手選手
- 1952年 - ゼンジー・一億、マジシャン
- 1952年 - ジョン・グッドマン、俳優
- 1953年 - 谷博、元プロ野球審判員
- 1953年 - ラウル・ラミレス、テニス選手
- 1953年 - 純アリス、女優（+ 2019年）
- 1953年 - ウルリッヒ・ミューエ、俳優（+ 2007年）
- 1954年 - 青木実、元プロ野球選手
- 1954年 - マイケル・アンソニー、ミュージシャン（ヴァン・ヘイレン）
- 1954年 - 星正人、元俳優
- 1954年 - マイルズ・オキーフ、俳優
- 1955年 - 平野謙、元プロ野球選手
- 1955年 - 安部龍太郎、小説家
- 1956年 - 趙治勲、囲碁棋士
- 1956年 - 土居正史、元プロ野球選手
- 1957年 - ココ・B・ウェア、プロレスラー
- 1958年 - 一龍斎貞友、講談師、声優、女優
- 1958年 - 橋本敬司、元プロ野球選手
- 1958年 - ディッキー・ソン、元プロ野球選手
- 1959年 - 山中敦史、俳優
- 1960年 - ジョン・テイラー、ミュージシャン（デュラン・デュラン）
- 1960年 - 花田裕之、ミュージシャン
- 1963年 - 逢坂浩司、アニメーター、キャラクターデザイナー（+ 2007年）
- 1963年 - 浜田一夫、元プロ野球選手
- 1963年 - 宮路一昭、ギタリスト、作曲家、編曲家、プロデューサー
- 1964年 - 山下隆一、官僚
- 1965年 - 河合その子、元タレント（元おニャン子クラブ）
- 1966年 - 大坪千夏、アナウンサー
- 1966年 - 堀義貴、芸能プロモーター
- 1967年 - ニコール・キッドマン、女優
- 1968年 - ロバート・ロドリゲス、映画監督
- 1968年 - 鷺沢萠、作家（+ 2004年）
- 1969年 - 千々岩英一、バイオリニスト
- 1969年 - マラビーヤ・ワシントン、テニス選手
- 1969年 - 岩崎達也、空手家
- 1970年 - パンドラ、歌手
- 1970年 - 橋本久和、競艇選手
- 1971年 - 田吹昭博、元プロ野球選手
- 1972年 - 斎藤綾乃、アナウンサー、気象予報士
- 1972年 - 岡崎淳二、元野球選手
- 1972年 - フアン・カストロ、元プロ野球選手
- 1973年 - 浅野麻衣子、女優
- 1973年 - 櫻井智也、劇作家、脚本家、演出家、構成作家、俳優
- 1973年 - チノ・モレノ、ミュージシャン（デフトーンズ）
- 1974年 - 黒木純司、元プロ野球選手
- 1975年 - 酒井一圭、俳優、歌手（純烈）
- 1976年 - 稲垣理一郎、漫画家、漫画原作者
- 1976年 - ジュリアーノ・ベレッチ、元サッカー選手
- 1976年 - カルロス・リー、元プロ野球選手
- 1977年 - 小林泉美、女流囲碁棋士
- 1977年 - 石川慶、映画監督
- 1977年 - 辻田摂、元プロ野球選手
- 1977年 - 末廣五大、元プロ野球選手
- 1978年 - 尚玄、ファッションモデル、俳優
- 1978年 - 鈴木一史、総合格闘家
- 1978年 - 三田涼子、アナウンサー
- 1978年 - ケビン・グレッグ、元プロ野球選手
- 1978年 - フランク・ランパード、元サッカー選手
- 1978年 - クイントン・"ランペイジ"・ジャクソン、総合格闘家
- 1979年 - 三宅十空、俳優、お笑い芸人
- 1979年 - 本山雅志、サッカー選手
- 1979年 - 小林久晃、元サッカー選手、実業家
- 1979年 - 岩水嘉孝、元陸上選手
- 1979年 - カエル・サンダーソン、アマチュアレスリング選手
- 1979年 - シドニー・ボーゲル、フィギュアスケート選手
- 1980年 - 文田大介、お笑い芸人（囲碁将棋）
- 1980年 - 鈴木章太、元プロ野球審判員
- 1980年 - ユリエスキ・ゴンサレス、野球選手
- 1981年 - 竹内沙帆、歌手
- 1981年 - 三浦友理枝、ピアニスト
- 1981年 - 青山絵美、アナウンサー
- 1981年 - 山田麻衣子、元女優、元モデル
- 1981年 - 飯作あゆり、元新体操選手
- 1982年 - 成井千夏、バスケットボール選手
- 1982年 - アレクセイ・ベレズツキ、元サッカー選手
- 1982年 - ヴァシリ・ベレズツキ、元サッカー選手
- 1983年 - 三上真史、俳優
- 1983年 - ヒライハルキ、ミュージシャン（The Birthday）
- 1983年 - 大崎初音、プロ雀士
- 1983年 - 岡﨑太一、元プロ野球選手
- 1983年 - 佐藤吉宏、元プロ野球選手
- 1983年 - 花田有衣、元バスケットボール選手
- 1983年 - ケンドリス・モラレス、元プロ野球選手
- 1984年 - 鬼龍院翔、歌手（ゴールデンボンバー）
- 1985年 - 相武紗季、女優、タレント
- 1985年 - 石橋直季、政治家、愛知県愛知郡東郷町長
- 1985年 - 佐藤誠太、アナウンサー
- 1985年 - 鄭智媛、アナウンサー
- 1985年 - ブルックス・ブラウン、プロ野球選手
- 1986年 - 宇賀なつみ、アナウンサー、タレント
- 1986年 - 富田晋伍、サッカー選手
- 1987年 - 齊藤悠葵、元プロ野球選手
- 1987年 - 比屋根渉、元プロ野球選手
- 1987年 - アスミル・ベゴヴィッチ、サッカー選手
- 1987年 - マリエ、ファッションモデル、タレント
- 1988年 - May J.、歌手
- 1988年 - 伊藤ケイスケ、津軽三味線奏者
- 1989年 - 滝口ミラ、タレント、元アイドル（元アイドリング!!!5号）
- 1989年 - 寺田龍平、元プロ野球選手
- 1989年 - 富永一、元プロ野球選手
- 1989年 - ハビエル・パストーレ、サッカー選手
- 1990年 - 染谷早紀、ミュージカル俳優
- 1990年 - 古藤愛梨、モデル、レースクイーン、グラビアアイドル
- 1990年 - 東浜巨、プロ野球選手
- 1990年 - 平岡琴、キックボクサー
- 1990年 - 丁寧、卓球選手
- 1991年 - 鈴木昂平、元プロ野球選手
- 1992年 - 渡辺梨夏子、元モデル
- 1992年 - 内野泰輔、アナウンサー
- 1993年 - ジャンナ・プガチャ、フィギュアスケート選手
- 1993年 - 平田雄也、俳優
- 1994年 - 鮎川穂乃果、モデル、タレント、女優
- 1994年 - 山形純菜、アナウンサー
- 1994年 - 仁平拓海、バスケットボール選手
- 1994年 - 戴資穎、バドミントン選手
- 1995年 - 山下耀子、タレント
- 1997年 - 藍、モデル
- 1997年 - 吉田凌、プロ野球選手
- 1997年 - 椎橋慧也、サッカー選手
- 1997年 - 富田将馬、バレーボール選手
- 1998年 - 山内ともな、モデル、タレント
- 1999年 - 水野由結、歌手、ダンサー（元さくら学院、元BABYMETAL）
- 2000年 - 玖麗さやか、プロレスラー
- 2000年 - 直江大輔、プロ野球選手
- 2000年 - 西尾歩真、プロ野球選手
- 2000年 - 松永夏海、バスケットボール選手
- 2000年 - 内村莉彩、元アイドル（元SUPER☆GiRLS）
- 2001年 - 笹生優花、プロゴルファー
- 2002年 - 畠山彩奈、女優
- 2002年 - 蓼沼優衣、グラビアアイドル
- 2003年 - AYAKA、アイドル（NiziU）
- 2006年 - 小船翼、プロ野球選手
- 2008年 - 川島夕空、子役
- 2014年 - マイカ・ピュ、子役
- 生年不詳 - 鳳月杏、女優、宝塚歌劇団
- 生年不詳 - 梶川翔平、声優
- 生年不詳 - 外村晶子、声優
- 生年不詳 - 宮園拓夢、声優

## 忌日
| 埋木の花咲く事もなかりしに身のなる果はあはれなりけり――辞世の句 |

| よしや身は蝦夷が島辺に朽ちぬとも魂は東の君やまもらむ――辞世の句 |

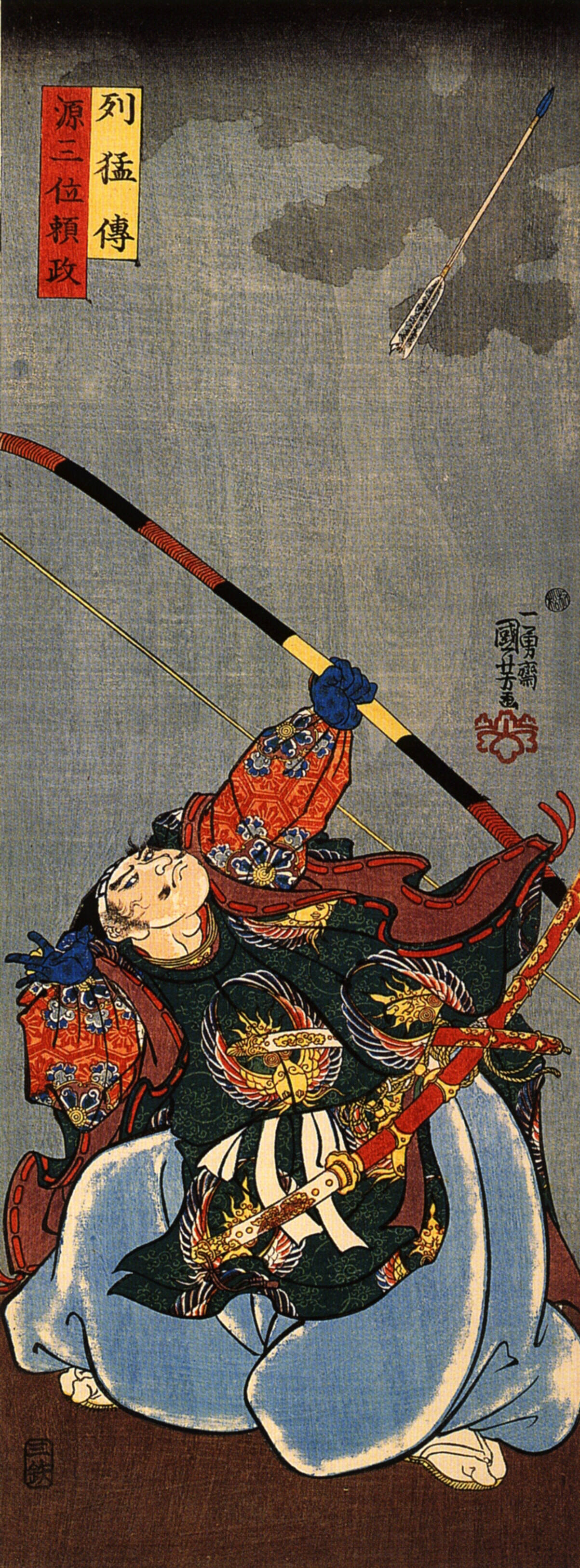
武将源頼政(1104-1180)、以仁王の挙兵で自害。

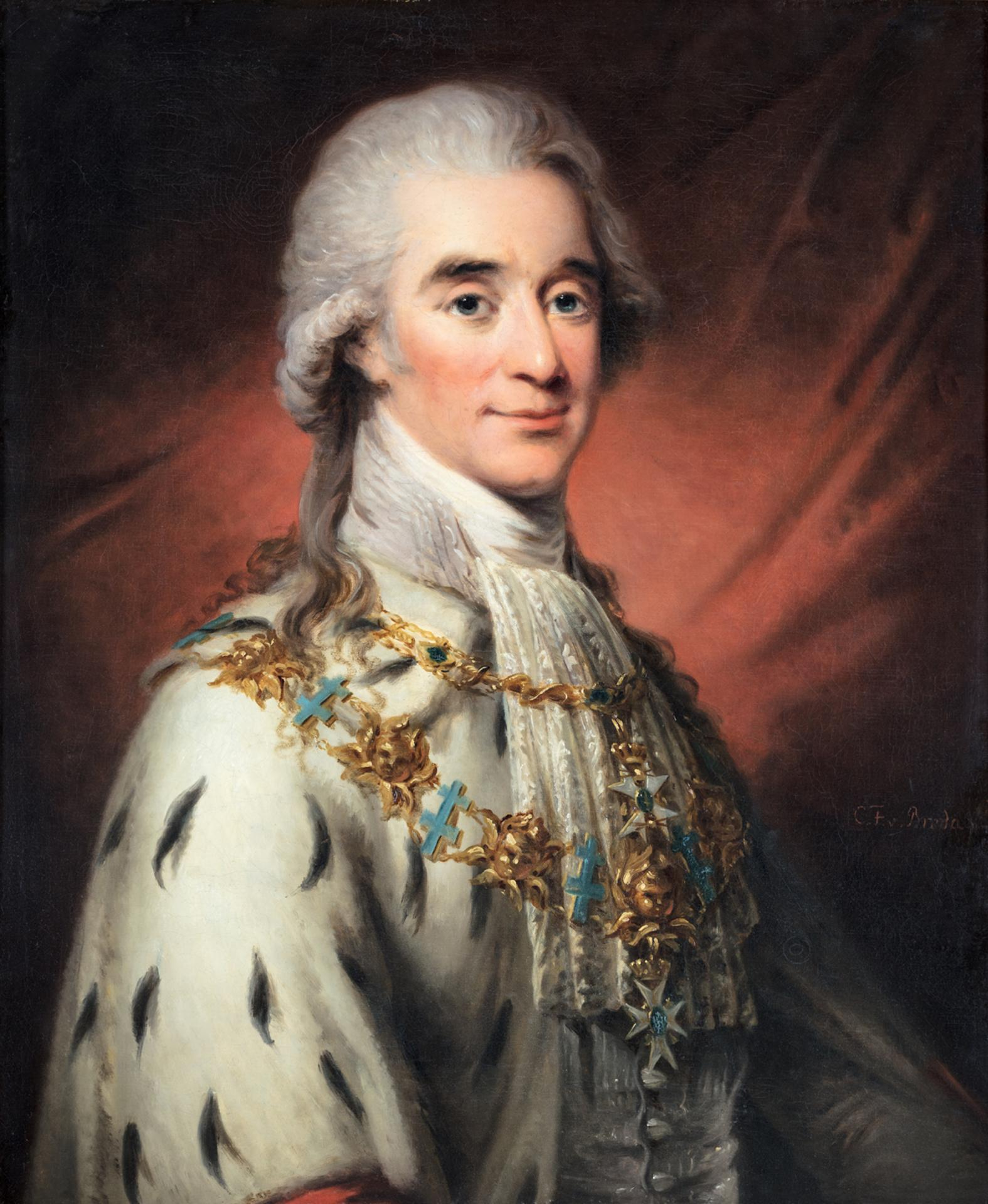
マリー・アントワネットの愛人ハンス・アクセル・フォン・フェルセン(1755-1810)、群集に惨殺される。

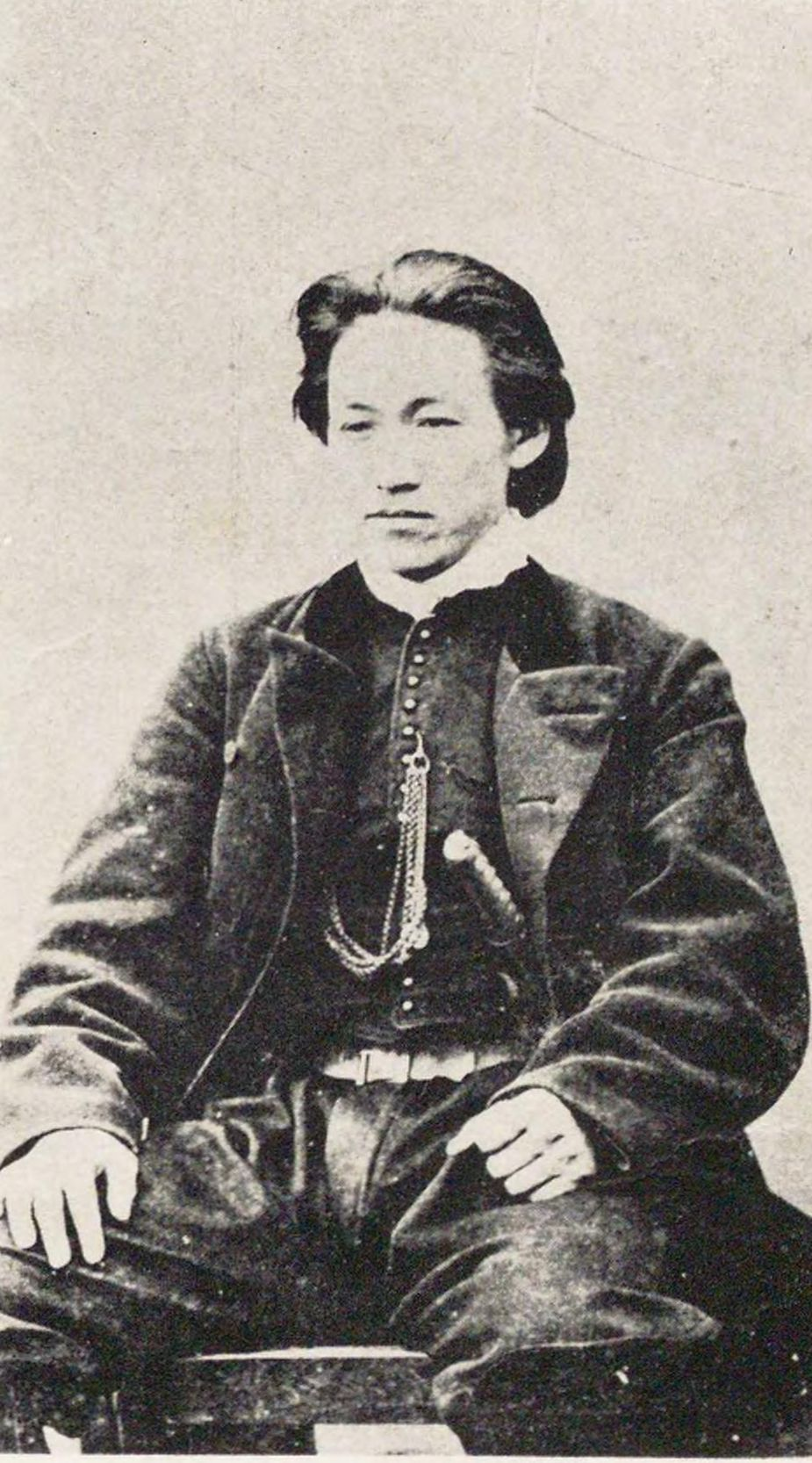
新撰組副長土方歳三(1835-1869)、箱館戦争で戦死。

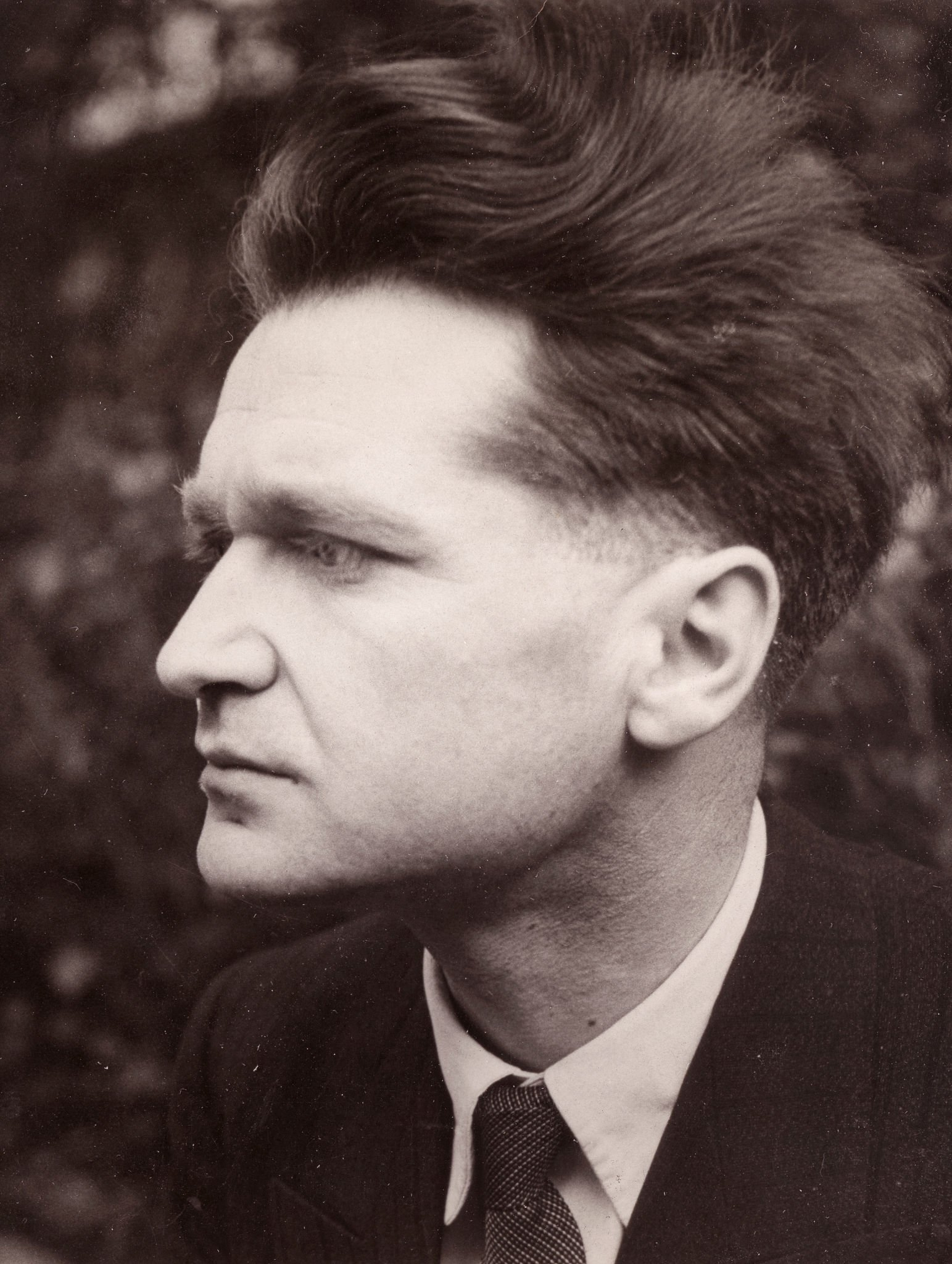
思想家エミール・シオラン(1911-1995)没。

- 840年 - ルートヴィヒ1世、フランク王（* 778年）
- 1180年（治承4年5月26日） - 源頼政、武将、歌人（* 1104年）
- 1180年（治承4年5月26日） - 以仁王、平安時代の皇族（* 1151年）
- 1186年（文治2年6月2日） - 平頼盛、武将（* 1131年）
- 1512年（永正9年5月7日） - 後藤祐乗、装剣金工（* 1440年）
- 1560年（永禄3年5月27日） - 足利晴氏、古河公方（* 1508年）
- 1586年（天正14年5月4日） - 荒木村重、武将（* 1535年）
- 1776年 - ベンジャミン・ハンツマン、発明家、ルツボ鋳鋼開発者（* 1704年）
- 1787年 - カール・フリードリヒ・アーベル、作曲家（* 1723年）
- 1807年 - フェルディナント・ベルトゥー、時計師（* 1727年）
- 1810年 - ハンス・アクセル・フォン・フェルセン、スウェーデン貴族（* 1755年）
- 1818年 - ヘートヴィヒ・エリーザベト、スウェーデン王カール13世の妃（* 1759年）
- 1827年 - トーマス・ワージントン、第6代オハイオ州知事（* 1773年）
- 1837年 - ウィリアム4世、イギリス王（* 1765年）
- 1840年 - ピエール＝ジョゼフ・ルドゥーテ、画家（* 1759年）
- 1866年（慶応2年5月8日） - 市川小團次 (4代目)、歌舞伎役者（* 1812年）
- 1867年（慶応3年5月18日） - 太田資始、江戸幕府老中、掛川藩主（* 1799年）
- 1869年（明治2年5月11日） - 土方歳三、新選組副長（* 1835年）
- 1870年 - ジュール・ド・ゴンクール、小説家、美術評論家（* 1830年）
- 1897年 - ヤペトゥス・ステーンストロップ、動物学者（* 1813年）
- 1910年 - ジェニー・マーガレット・ギール、宣教師、英和女学校（福岡女学校・福岡女学院の前身）創設者（* 1846年）
- 1913年 - 松本重太郎、実業家（* 1844年）
- 1917年 - ジェームス・クラフツ、化学者（* 1839年）
- 1922年 - 饗庭篁村、小説家、演劇評論家（* 1855年）
- 1922年 - ヴィットーリオ・モンティ、作曲家（* 1868年）
- 1925年 - ヨーゼフ・ブロイアー、生理学者、内科医、精神科医（* 1842年）
- 1933年 - クララ・ツェトキン、フェミニズム運動家、ドイツ共産党の政治家（* 1857年）
- 1940年 - ジャン・アラン、オルガニスト、作曲家（* 1911年）
- 1944年 - 村松長太郎、プロ野球選手（* 1921年）
- 1945年 - ブルーノ・フランク、小説家、詩人（* 1887年）
- 1947年 - ベンジャミン・シーゲル、ギャング（* 1906年）
- 1951年 - トキノミノル、競走馬（* 1948年）
- 1952年 - ルイジ・ファジオーリ、レーシング・ドライバー（* 1898年）
- 1953年 - フセボロド・プドフキン、映画監督（* 1893年）
- 1958年 - クルト・アルダー、化学者、ノーベル化学賞共同受賞者（* 1902年）
- 1959年 - 芦田均、政治家、第47代内閣総理大臣（* 1887年）
- 1964年 - 野村秀雄、第8代NHK会長、朝日新聞社社長（* 1888年）
- 1965年 - バーナード・バルーク、官僚、政治家、投資（* 1870年）
- 1966年 - ジョルジュ・ルメートル、カトリック司祭、天文学者（* 1894年）
- 1968年 - 容国団、卓球選手（* 1937年）
- 1971年 - 曽我量深、仏教思想家（* 1875年）
- 1971年 - 市川中車 (8代目)、歌舞伎役者（* 1896年）
- 1977年 - 大熊信行、経済学者（* 1893年）
- 1978年 - 尾上多賀之丞 (3代目)、歌舞伎役者（* 1889年）
- 1978年 - マーク・ロブソン、映画監督（* 1913年）
- 1980年 - アラン・ペッタション、作曲家（* 1911年）
- 1981年 - オリガ・サファイア、バレリーナ（* 1907年）
- 1985年 - 石田周三、動物生理学者（* 1910年）
- 1987年 - 嵯峨浩、満州国皇帝溥儀の弟溥傑の妻（* 1914年）
- 1987年 - 富永三郎、作曲家、教育者（* 1916年）
- 1990年 - 見砂直照、ジャズミュージシャン、バンドマスター（* 1909年）
- 1991年 - 古屋亨、政治家、第34代自治大臣、第43代国家公安委員会委員長（* 1909年）
- 1992年 - チャールズ・グローヴズ、指揮者（* 1915年）
- 1993年 - 早瀬日慈、僧侶、大石寺68世日如の父（* 1887年）
- 1993年 - 土橋治重、詩人、作家（* 1909年）
- 1994年 - 平岡宕峯、高野山真言宗大僧正、教育者、清風学園・清風南海学園創立者（* 1896年）
- 1994年 - 立原博、俳優（* 1922年）
- 1995年 - エミール・シオラン、思想家（* 1911年）
- 1996年 - ミシェル・ルブラン、推理作家（* 1930年）
- 1997年 - ジョン・アキ＝ブア、陸上競技選手（* 1949年）
- 2001年 - ジーナ・チーニャ、ソプラノ歌手、ピアニスト（* 1900年）
- 2001年 - エルネスト・ブール、指揮者（* 1913年）
- 2002年 - エルヴィン・シャルガフ、生化学者（* 1905年）
- 2002年 - ティヌス・オーセンダルプ、陸上競技選手（* 1916年）
- 2002年 - 猪熊時久、実業家、明電舎社長・会長（* 1926年）
- 2004年 - 早坂茂三、政治評論家（* 1930年）
- 2005年 - 中山恒明、外科医（* 1910年）
- 2005年 - 田中敏隆、発達・教育心理学者、大阪教育大学・神戸女子大学名誉教授（* 1922年）
- 2005年 - ジャック・キルビー、電子技術者、IC開発者、ノーベル物理学賞受賞者（* 1923年）
- 2005年 - ラリー・コリンズ、ジャーナリスト、作家（* 1929年）
- 2006年 - 河野一之、大蔵省事務次官、実業家（* 1907年）
- 2006年 - 宗左近、詩人、評論家、フランス文学者、翻訳家（* 1919年）
- 2007年 - 谷伍平、政治家、第2-6代北九州市長（* 1916年）
- 2008年 - 小岩井清、政治家（* 1935年）
- 2008年 - 汐見直行、俳優（* 1945年）
- 2009年 - ゴドフリー・ランプリング、陸上競技選手、1936年ベルリン五輪金メダリスト（* 1909年）
- 2009年 - 水上健也、ジャーナリスト、元大阪読売新聞社社長、初代読売新聞グループ本社会長（* 1926年）
- 2010年 - 遠藤要、政治家、第45代法務大臣（* 1915年）
- 2011年 - 西村正俊、政治家、元佐賀県佐賀市長（* 1921年）
- 2011年 - 亀井文蔵、実業家、元カメイ社長・宮城テレビ放送社長・仙台トヨペット社長（* 1924年）
- 2012年 - 横道萬里雄、能研究者・演出家、東京芸術大学名誉教授（* 1916年）
- 2012年 - アンドリュー・サリス、映画批評家（* 1928年）
- 2013年 - ジャン＝ルイ・シェレル、ファッションデザイナー（* 1935年）
- 2014年 - 横山あきお、漫才師、俳優（* 1930年）
- 2015年 - 貴ノ浪貞博、元大相撲大関、年寄19代音羽山（* 1971年）
- 2016年 - 瀬川昌治、映画監督、脚本家、舞台演出家（* 1925年）
- 2016年 - 佐々木行、歌手（ダークダックス）（* 1932年）
- 2016年 - 長谷川五郎、ボードゲーム研究家、オセロ開発者（* 1932年）
- 2016年 - 森川直、教育学者、岡山大学名誉教授（* 1945年）
- 2016年 - 米村天心、大相撲力士、プロレスラー（* 1946年）
- 2017年 - 立木洋、政治家（* 1931年）
- 2018年 - ピーター・トムソン、プロゴルファー、全英オープン5回優勝者（* 1929年）
- 2018年 - ロバート・ギルピン、国際政治経済学者（* 1930年）
- 2019年 - ヨースケ@HOME、シンガーソングライター（* 1982年）
- 2020年 - マリオ・コルソ、サッカー選手、指導者（* 1941年）
- 2020年 - 柳家三寿、落語家（* 1946年）
- 2021年 - 大和岩雄、出版人、大和書房創業者、青春出版社創業者（* 1928年）
- 2021年 - ルイス・デル・ソル、サッカー選手、指導者（* 1935年）
- 2021年 - 湯川英一、実業家（* 1943年）
- 2022年 - 熊清泉、官僚、政治家（* 1927年）
- 2022年 - クルト・エクウィルツ、テノール歌手（* 1929年）
- 2022年 - 佐藤克身、実業家、元福音館書店社長（* 1941年）
- 2022年 - 鈴木雅久、イラストレーター、デザイナー（* 1960年）
- 2022年 - ケイレブ・スワニガン、バスケットボール選手（* 1997年）
- 2023年 - ヴャチェスラフ・ナゴヴィツィン、作曲家（* 1939年）
- 2023年 - 佐藤剛、音楽プロデューサー、ノンフィクション作家（* 1952年）
- 2023年 - 小林信夫、イラストレーター（* 生年不詳）
- 2024年 - 長谷川明、政治家、元奈良県桜井市長（* 1928年）
- 2024年 - ポール・デヴィッドソン、経済学者（* 1930年）
- 2024年 - ドナルド・サザーランド、俳優（* 1935年）
- 2024年 - 松乃家扇鶴、三味線漫談家（* 1943年）
- 2024年 - 荻原千春、アマチュアボクサー、指導者（* 1957年）
- 2024年 - テイラ・トゥリ、格闘家、大相撲力士、俳優（* 1969年）

## 記念日・年中行事

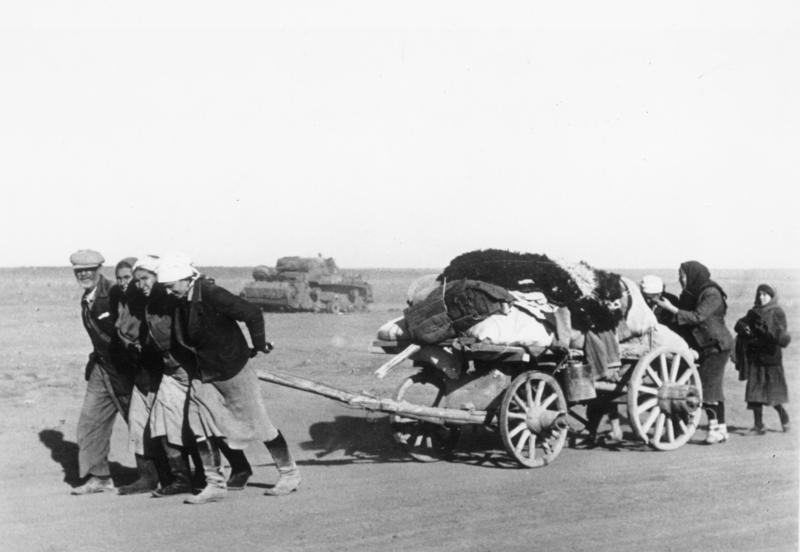
世界難民の日

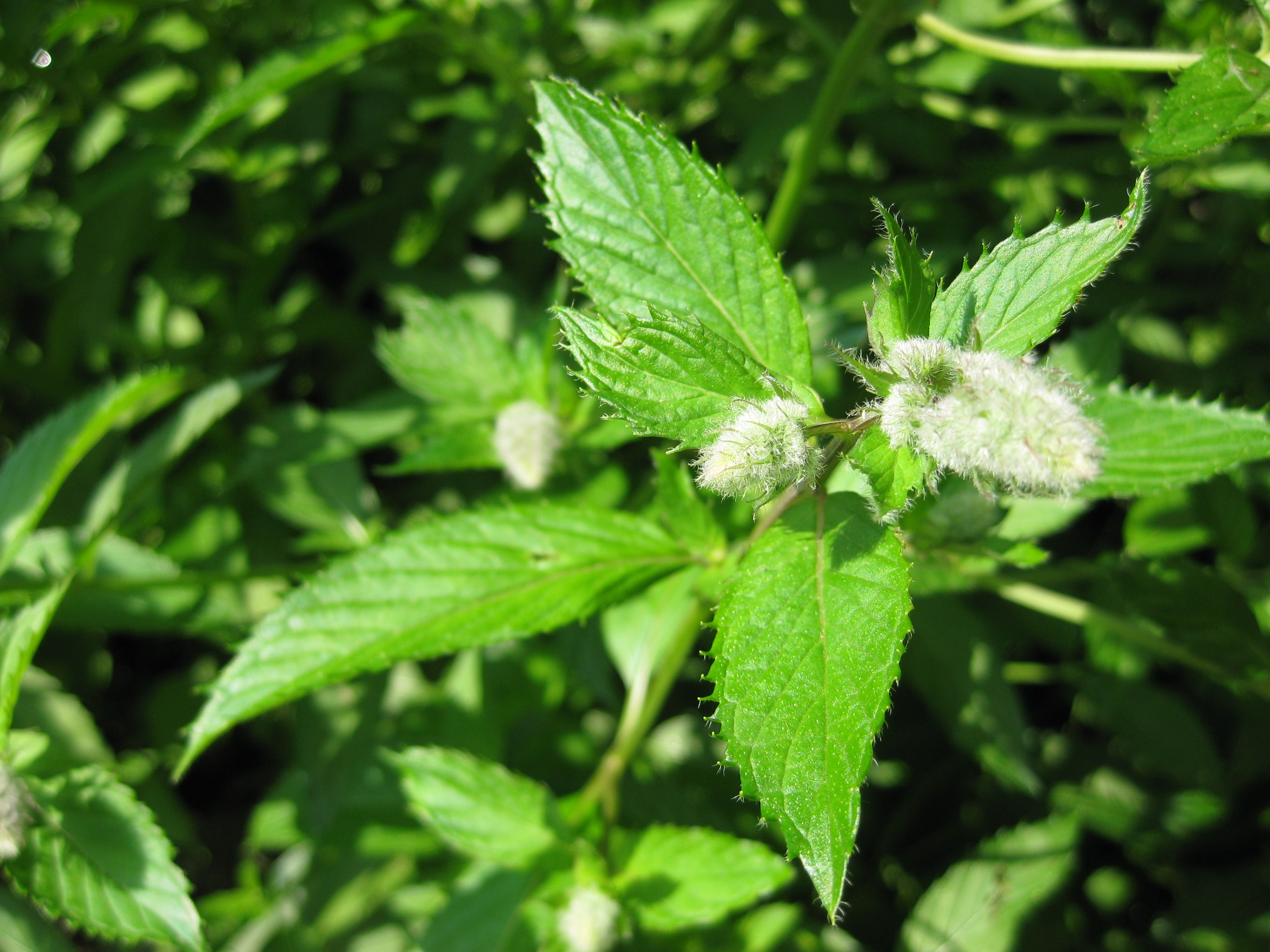
ペパーミントの日

- 世界難民の日（ 世界）
2000年12月4日、国際連合総会で、1974年にアフリカ統一機構難民条約が発効したことによる「アフリカ難民の日」を改称した。
- 戦没者追悼記念日（ エリトリア）
- ペパーミントの日（ 日本）
ハッカが特産品の北海道北見市まちづくり研究会が1987年に制定。日付は「はっか（20日）」の語呂合わせ。6月は、この月の北海道の爽やかさがハッカそのものであるとのことから。
- 健康住宅の日（ 日本）
健康住宅の大切さをアピールすることを目的に、健康住宅推進協議会（現在の日本健康住宅協会）が制定[3]。
- 国際日系デー
1868年のこの日に、日本人による海外移住の先駆である集団移住者がハワイに到着したことにちなむ。2018年6月6日に開催された第59回海外日系人大会で制定された[4]。